# Bas-en-Basset
Bas-en-Basset è un comune francese di 4 102 abitanti situato nel dipartimento dell'Alta Loira della regione dell'Alvernia-Rodano-Alpi.
Nel territorio comunale ha luogo la confluenza del fiume Ance nella Loira.

## Società

### Evoluzione demografica
Abitanti censiti

## Amministrazione

### Gemellaggi
- Fabro